# Сарбейнз, Джон
Джон Пи́тер Спи́рос Са́рбейнз (Сарба́нис) (греч. Τζον Σπύρος Σαρμπάνης, англ. John Peter Spyros Sarbanes; род. 22 мая 1962, Балтимор, Мэриленд, США) — американский политик-демократ, член Палаты представителей США от 3-го  избирательного округа штата Мэриленд (с 2007 года). В данный избирательный округ входят столица штата город Аннаполис, центральные части города Балтимор, а также частично округа Анн-Арандел, Хауард, Монтгомери и Балтимор.
Является членом Американо-греческого прогрессивного просветительского союза.

## Биография
Родился 22 мая 1962 года в городе Балтимор (Мэриленд, США). Старший сын бывшего сенатора США (1977—2007) Пола Сарбейнза (который также представлял 3-й избирательный округ в 1973—1977 гг.) и Кристин Данбар Сарбейнз. Со стороны отца имеет греческие корни и английские со стороны матери. Дедушка Джона, Спирос П. Сарбанис, и его бабушка Матина Цигуни приехали в США из Лаконии (Пелопоннес, Греция) и открыли ресторан в городе Солсбери (Мэриленд).
В 1980 году окончил частную Школу имени Гилмана для мальчиков в Балтиморе.
В 1984 году получил степень бакалавра гуманитарных наук cum laude, окончив Школу общественных и международных отношений имени Вудро Вильсона при Принстонском университете.
В 1988 году получил степень доктора права, окончив Гарвардскую школу права, где он сопредседательствовал в Школе права демократов Америки.
После этого служил клерком в Федеральном окружном суде Мэриленда в Балтиморе при судье Дж. Фредерике Мотзе.
В течение 18 лет (1989—2006) свою профессиональную юридическую карьеру провёл в юридической фирме ТОО «Venable», где был членом комитета по найму (1992—1996), а также руководил деятельностью по вопросам здравоохранения (2000—2006).

## Палата представителей США

### Участие в комитетах
- Комитет по энергетике и торговле;
  - Подкомитет по вопросам здравоохранения.

### Членство в кокусах
- Армянский кокус;
- Кокус Конгресса по вопросам общественных услуг (сопредседатель);
- Греческий кокус Палаты представителей Конгресса;
- Кокус по вопросам международной охраны окружающей среды;
- Совместный кокус Конгресса по правам человека;
- Пакистанский кокус.

### Экологическое образование
22 апреля 2009 года (День Земли) Джон Сарбейнз внёс на рассмотрение Палаты представителей проект федерального закона под названием «No Child Left Inside Act» (NCLI), который предусматривает как улучшение образования в государственных школах страны, так и защиту окружающей среды путём «создания грантовой программы экологического образования, обеспечения подготовки учителей по экологическому образованию и включения экологического образования в качестве уставной деятельности в рамках Фонда по улучшению образования». Согласно NCLI, от штатов, участвующих в грантовых программах экологического образования, требуется разработка планов для гарантирования того, что выпускники старших средних школ владеют экологическими знаниями. Этот законопроект поддержала «коалиция из более чем 1200 местных, региональных и национальных организаций, представляющих миллионы заинтересованных граждан, которые с нетерпением ожидают нового ответственного отношения к экологическому образованию».

## Политическая кампания
В 2006 году Джон Сарбейнз выдвинул свою кандидатуру от Демократической партии в Палату представителей от 3-го избирательного округа штата Мэриленд после того, как, выражавший в течение 10 сроков интересы этого округа Бен Кардин, не пошёл на 11 срок, решив вступить в борьбу за место в Сенате от штата Мэриленд, которое тогда занимал Пол Сарбейнз. Во внутрипартийных выборах принимали участие сенатор штата Мэриленд Пола Холлингер, бывший комиссар здравоохранения города Балтимор Питер Бейленсон и бывший казначей штата Мэриленд от Демократической партии Оз Бенгер. 12 сентября 2006 года Сарбейнз одержал победу на этих выборах, набрав 31,9 % голосов. Его конкурентом на всеобщих выборах выступил член Республиканской партии, главный исполнительный директор компании «Compass Marketing Inc.» из города Аннаполис Джон Уайт. Однако с 1927 года 3-й избирательный округ всегда представляли демократы и мало кто ожидал, что Сарбейнз столкнётся с большими трудностями в этой борьбе. Кроме того, ему также помогла его известная фамилия. 7 ноября 2006 года Сарбейнз выиграл эти выборы, набрав 64 % голосов против 34 % Уайта и 2 % либертарианца Чарльза Кёрста Макпика.
Четырежды переизбирался на этот пост без существенной конкуренции.

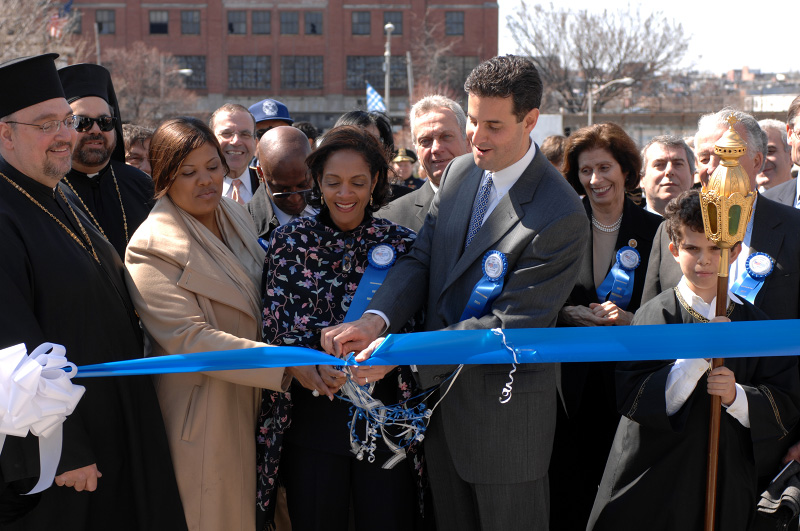
Джон Сарбейнз и мэр города Балтимор Шейла Диксон разрезают ленточку на Мэрилендском параде в честь Дня Независимости Греции (Балтимор, 2007).

### Избирательный фонд
В ходе электорального цикла 2008 года доход кампании Сарбейнза составил $1 012 936 и было потрачено $799 506. Его основным индивидуальным донором выступило ТОО «Veneble» ($38 854). Среди других крупных спонсоров были Университет Джонса Хопкинса, ООО «Gordon Feinblatt», компания «Chesapeake Partners Management», юридическая фирма DLA Piper, а также «Carpenters & Joiners Union».

## Личная жизнь
Проживает в Таусоне (Балтимор, Мэриленд) с супругой Диной (женаты с 1988 года), с которой он познакомился в Гарвардском университете, и тремя детьми.

## Награды
- Медаль Мхитара Гоша (16 декабря 2021 года, Армения) — по случаю 30-летия установления дипломатических отношений между Республикой Армения и Соединёнными Штатами Америки, за значительный вклад в укрепление и развитие армяно-американских дружественных отношений и защиту общечеловеческих ценностей[8].